# Фукс, Егор Борисович
Егор Борисович Фукс (нем. Georg Fuchs) (1762—1829) — русский писатель-историк, адъютант А. В. Суворова.

## Биография
Родился в 1762 году.
Служебную карьеру начал при князе Безбородко по дипломатической части. Во время русско-австрийской кампании неотлучно состоял правителем дел и доверенным лицом при Суворове, который до конца своей жизни оказывал ему самое дружеское расположение; награждён орденом Св. Владимира 4-й степени 2 сентября 1793 года.
Был произведён в статские советники 4 декабря 1798 года, в чин действительного статского советника — 18 сентября 1799 года; 30 сентября 1799 года был пожалован орденом Св. Анны 2-й степени. С 1799 по 1804 годы был президентом Юстиц-коллегии Лифляндских, Эстляндских и Финляндских дел.  
В 1811 году принял православие и стал называться Егором Борисовичем.
В отечественную войну 1812 года находился при генерал-фельдмаршале князе Голенищеве-Кутузове в должности директора военной канцелярии и занимал этот пост до самой кончины князя.
В 1814 году в «Сыне Отечества» появилась басня И. А. Крылова «Троеженец», написанная по свидетельству Н. И. Греча, по поводу бракоразводного дела Е. Б. Фукса, который не дождавшись развода со второй женой, вступил в третий брак.
Фукс написал несколько сочинений исторического и мемуарного характера, из которых особой популярностью пользовались «Анекдоты графа Суворова» (1-е издание — 1827).
Из отдельных его статей, разновременно напечатанных в «Вестнике Европы», заслуживают внимания «Предуведомление об издаваемом описании Персидского похода, под главным начальством В. А. Зубова» (1810 г., ч. 54) и «Суворов и Тугут» (1810 г., ч. 51; из «Вестника Европы» перепечатана в «Чтениях Имп. Общ. ист. и древн. Росс.», 1847 г., № 9), — последняя статья, по мнению автора статьи о Фуксе в Энциклопедии Брокгауза и Ефрона, «содержит любопытные подробности относительно двусмысленного поведения» австрийского канцлера Тугута во время войны России с Францией.
Умер 25 марта (6 апреля) 1829 года и был на Смоленском православном кладбище (могила утрачена). Один из героев романа Леонтия Раковского "Генералиссимус Суворов" , где описан в отрицательном ключе как царский соглядатай, имевший поручения наблюдать за Суворовым в Италии, показан трусливым и  нелицеприятным.